# История монгольского Убаши хун тайджи
Сказание (Повесть) о поражении (разгроме) монголов дербен-ойратами или История монгольского Убаши хун тайджи (калм. Дөрвн өөрд моңhлыг дарсн тууҗ) — памятник калмыцкой литературы XVI века, художественное эпическое произведение, представляющее собой литературную обработку устного народного калмыцкого сказания о событиях калмыцкой истории XVI века. «Сказание» сохранилось до нашего времени в устном творчестве калмыцких рапсодов джангарчи. В настоящее время произведение существует в прозаической и стихотворной формах как на калмыцком языке, так и в русском переводе. В сочинении находится один из немногих письменно зафиксированных образцов калмыцкого устного жанра харал.

## История
Настоящее произведение известно под двумя разными названиями: «Сказание (Повесть) о поражении (разгроме) монголов дербен-ойратами» и «История монгольского Убаши хун тайджи». Впервые произведение на тодо бичиг стало известно после публикации небольшого отрывка под названием «Отрывок из сказания о походе Убаши хун тайджия против ойратов», который опубликовал А. В. Попов в своей «Грамматике калмыцкого языка».
Первый русский перевод сочинения был опубликован ламой Г. Гомбоевым в 1858 году под названием «История монгольского Убаши хунтайджия», взятым с первой строчки произведения. Калмыцкий литературовед А. Бадмаев утверждает, что название сочинения должно определяться по заключительным словам произведения, в которых сказано «Дөрвн өөрд моңhлыг дарсн эн» («Это — дербен-ойраты победили монголов»). Этого же мнения придерживается коллектив сочинения «История калмыцкой литературы».
Полный текст на тодо бичиг был опубликован в 1864 году профессором К. Ф. Голстунским в сборнике «Убаши хун тайджийн туджи. Народная калмыцкая поэзия Джангара и Сиддиту кюрыйн тулии, изданная на калмыцком языке».
Первую устную версию «Сказания» записал в 1935 году калмыцкий поэт Церен Леджинов со слов джангарчи Джугульдана Джанахаева. Эта версия была опубликована в 1940 году в журнале «Улан туг» (1940, № 3-4, стр. 83 — 89) и затем в сборнике «Хальмг фольклор» в 1941 году. В начале 70-х годах XX столетия фольклорная экспедиция Калмыцкого НИИЯЛИ записала в Яшкульском районе из уст джангарчи Муушки Дорджиева «Сказание» под названием «Дөрвн өөрдин көвүн» (Дербет-ойратский мальчик). Устные версии Джанахаева и Дорджиева отличаются особенностями сюжета и содержанием от письменных вариантов. Русский перевод текста Джугульдана Джанахаева был переведён и опубликован в 1940 в сборнике «Народное творчество Калмыкии».
В 1947 году в сборнике «Советское востоковедение» вышел стихотворный перевод академика С. А. Козина под названием «Ойратская историческая песнь о разгроме халхаского Шолой Убаши хун тайджи в 1587 году».
Народный поэт Санджи Каляев сделал поэтическую обработку текста и опубликовал его под названием «Өөрдин үрн» в своём сборнике «Хальмг поэзин антолог». В 1980 году Санджи Каляев опубликовал другой поэтический вариант под названием «Дөрвн үзгтин тууҗ».
Изложение устного варианта сочинения было опубликовано в 1967 году в Элисте в статье «Две версии одного памятника ойратско-калмыцкой литературы».
В 1971 году в «Практическом самоучителе старокалмыцкой письменности» А. Бадмаев опубликован один из вариантов «Сказания о разгроме монголов дербен-ойратами». В 1979 году фотокопия ламы Г. Гомбоева была опубликована в учебнике «Тодо бичиг» Д. А. Павлова.
В книге А. Бадмаева «Лунный свет: Калмыцкие историко-литературные памятники», вышедшей в Элисте в 2002 году опубликованы поэтический вариант С. А. Козина, прозаический вариант ламы Г. Гомбоева и устная версия.

## Содержание
Событие, о котором рассказывает произведение, произошло согласно неизвестному автору в 1587 году (год огненной свиньи). До настоящего времени монголоведы не могут приурочить какое-либо историческое событие к содержимому «Сказания».
Автор «Повести о разгроме монголов дербен-ойратами» описывает поход монгольского Убаши хун тайджи против дербен-ойратов и боевые действия дербен-ойратов против врага. В центре рассказа находится семилетний ойратский мальчик, который был захвачен в плен монголами. Убаши хун тайджи пытается выведать у мальчика сведения о войске ойратов, но тот ведёт с ним мудрую беседу, наполненную символами и предсказаниями. В конце допроса Убаши хун тайджи решает принести мальчика в жертву и просит того по монгольскому обычаю произнести благопожелания йорял. Мальчик вместо йоряла произносит проклятие харал, после которого войско Убаши хун тайджи пришло в смятение и потерпело поражение в битве с ойратами. В конце «Сказания» сообщается, что в беседе с Убаши хун тайджи принимал участие «гений-покровитель Четырёх Ойратов и каратель Монголов в виде мальчика», воздавший монголам отмщение — «И спокойно зажил калмыцкий народ».

### Харал
Проклятие семилетнего мальчика является одним из немногих известных зафиксированных образцов калмыцкого устного жанра харал:

«О милосердное Небо-воитель, пей и вкушай!

И да исполнится моленье моё:

Пролив чёрную кровь Убаши хун тайджия,

Пусть Байбагус, государь Всеойратский,

Как на подушке, уляжется на его пояснице;

Пусть размечёт он по всем дорогам

Обломки его чёрного знамени;

Пусть заберёт он его возлюбленную супругу Дара;

Пусть попирают ногами ойраты

Обломки его чёрного знамени!

Пусть, опустив свой шёлковый чембур,

Бродит конь его Оргийн Урук Шарал,

И пусть один из ойратских сынов

Поймает его, поддев копьём за поводья!

У Бачи пошли ты ему полный разгром,

В пустыне его опрокинь ты!

У Эмелийн Олон Долодой

Вырви ты печень и почки его!

У истоков ручьёв Хадатул

Так порази, чтоб завыл он;

Смятеньем и ужасом его порази ты

У вод реки Булукту

И счастьем и долей его

Пусть завладеет один из ойратских сынов!

Дойдя до горы, опрокинься ты кверху ногами!». 